# 酒井亨
酒井亨（酒井亨，1966年2月—），出生於日本石川縣金澤市，日本籍自由記者、作家、自由撰稿人。現為日本公立小松大學國際文化交流學部副教授。曾任金澤學院大學副教授、神戶大學国際協力研究所客座教員，以及國立成功大學台灣語文測驗中心客座副教授。

## 簡歷
金澤大學附屬高等學校、早稻田大學政治系畢業，當過日本共同通信社記者，2000年離職，搬到台灣，一方面就讀台灣大學法律研究所碩士班（2005年獲法律學碩士），另一方面作為自由撰稿人對於台灣、南韓、中國、菲律賓等亞洲地區的外交、國際關係、政治民主化、公民社會、社會運動、語言等問題進行研究並撰寫文章。精通日語、台語、中文、韓語等，並略懂客語。對於台語、客語等台灣本土語言的文字化、制度化等議題採取積極立場。

## 主要著作

### 书籍
- 《蛤ㄏㄚˊ！台灣人來了：日本人眼中，你一定會愛上台灣的N個理由》ISBN：9789866037931/9866037932（大是文化、2013年）
- ISBN：9784883205455（三五館、2011年）
- ISBN：9784795843035（情報センター出版局、2010年）
- ISBN：9784594062606（扶桑社新書、2010年）
- 《」 取り残された日本の行方 ──逃げ出す台湾、そして世界》ISBN：9784863910157（晋遊舎ブラック新書、2009年）
-  ISBN：9784817512710 （日中出版、2008年）
-  （集英社、2006年）
- 《從非營利組織發展論現代憲法「市民社會」理論之界限——以台灣、日本、韓國三國之比較為主》（台灣大學法律研究所碩士班公法組論文、2005年）
- （光文社、2004年）
- （小學館、2004年）
- （日中出版、2001〔初版〕、2006〔増補改訂版〕）

### 报刊及杂志文章
- 「《台灣論》與近代化論」（台灣『自由時報』、2001年3月10日）
- 「日本恐懼北韓攻撃」（台灣『蘋果日報』、2003年5月12日）
- 「日本禁止台灣人入境？」（台灣『蘋果日報』、2003年5月21日）
- 「開發新能源 拒絶核電廠」（新エネルギーを開発して原発を拒否しよう、原著者・伴英幸）（台湾『Taiwan News綜合週刊』 第88期〔2003年7月3日〕、94-96頁）
- 「台灣會效仿韓國會選舉結果？」（台灣『台灣日報』、2004年4月19日）
- 「請台灣注重另一個海峽對岸－菲律賓」（台灣『台灣日報』、2004年5月23日）
- 「台灣必須發展中東外交」（台灣『台灣日報』、2006年1月26日）
- 「黎巴嫩是中東的要衝」（台灣『台灣日報』、2006年5月6日）
- 「黎巴嫩—我們的決心還在」（台灣『自由時報』、2006年5月12日）
- 「真主黨、民進黨 黄志芳秘訪真主黨幫助台灣對中東外交的擴展）」（台灣『自由時報』、2006年8月10日）
- 「台灣不應盲從美國」（台灣『聯合報』、2006年8月11日）

## 外部連結
- http://blog.goo.ne.jp/mujinatw （页面存档备份，存于）（日文部落格）
- 探求Ho-lo台語中間e非漢語語詞--羅馬字書寫法e正當性
- 台灣羅馬字協會簡介 （页面存档备份，存于）
- 再批「台灣論風暴」之四
- 小林善紀入境管制 可望解除 （页面存档备份，存于）
- 愛講台語的酒井亨
- 酒井亨 台灣民主觀察員 （页面存档备份，存于）
- 玉山社,台灣新論
- 台灣國際廣播電台，每日新聞專題，相撲力士訪台，朝青龍受矚目（華語節目）
- 台灣國際廣播電台，【來聽天下事】，記者眼中的黎巴嫩（台語節目）
- 廣電基金「台灣對國際媒體應有的態度？－以2007.03.06美聯社及CNN批評呂秀蓮副總統參選一事為例」座談會